# Kommunalwahlen in Niedersachsen 2026
Die Kommunalwahlen in Niedersachsen 2026 werden am 13. September 2026 stattfinden. Notwendige Stichwahlen finden am 27. September 2026 statt. Es sind die 21. Kommunalwahlen bzw. Teilkommunalwahlen seit 1948.

## Beschreibung
Es werden je nach Kommune folgendes gewählt:
- die Kreistage und die hannoversche Regionsversammlung
- die Räte der Städte und Gemeinden und Samtgemeinderäte
- Stadtbezirksräte und die Ortsräte
- ferner einige Landräte, Bürgermeister und Oberbürgermeister (z. B. in Hannover)

Zu den Rechtsgrundlagen zählen:
- Niedersächsisches Kommunalwahlgesetz (NKWG)
- Niedersächsische Kommunalwahlordnung (NKWO)
- Niedersächsisches Kommunalverfassungsgesetz (NKomVG)